# 訊息 (蘋果)
訊息（英語：Messages）是一套在masOS和iOS作業系統上運行的即時通訊軟體，由蘋果公司開發。在iPhone上同時具有簡訊的功能。
訊息在2012年7月推出的OS X Mountain Lion上取代了原有的iChat即時通訊軟體。除了保留大多數iChat的功能之外，訊息也加入了蘋果的即時通訊服務iMessage和FaceTime整合。

## iOS版本

### iPhone OS 3
蘋果公司在2009年6月推出的iPhone OS 3上將「訊息」設為內建預載的應用程式。它取代了自初代iPhone推出時既有的「簡訊」（Text）程式。其名稱的變更是由於iPhone在當時除了原有的簡訊（SMS）外也開始支援多媒體短訊（MMS）。雖然第一代iPhone、iPhone 3G和iPhone 3GS都可升級至iPhone OS 3.0，但由於硬體限制，初代iPhone中的「訊息」程式並不支援多媒體短訊。「訊息」也能夠使用vCard標準來分享聯絡人資訊。其他的重大變更包括支援複製與貼上，以及能同時刪除多則訊息的功能。

### iOS 4
「訊息」在2010年推出的iPhone OS 4（隨後改名為iOS 4）上有著小幅度的變更。新的功能包括可搜尋簡訊的文字內容，也加入了字數計算功能，能在輸入超過簡訊字數的上限時提醒使用者。iOS 4的「訊息」在簡訊發送失敗時會在圖示的右上方顯示一個內有驚嘆號的紅色圓形來提示使用者。蘋果也提供了新的應用程式介面讓開發者能夠在自己的應用程式內加入傳送訊息的功能。

### iOS 5
隨著2011年10月15日iOS 5.0的推出，iPad和iPod touch也加入了「訊息」應用程式。與iPhone同時支援簡訊、多媒體簡訊和iMessage不同，iPad與iPod touch僅支援iMessage服務。iMessage可讓iOS 5的使用者透過Wi-Fi和3G傳送文字訊息、圖片和聯絡人資料至其他的iOS 5裝置，且不需支付電信業者額外費用。此外，訊息在不同裝置間可以同步，使用者可於一台裝置上收發訊息後在另一台裝置上繼續。iOS 5的「訊息」在對方輸入文字時會同時提示使用者，也加入了「已傳送」和「已接收」的提示訊息。新接收的簡訊、多媒體簡訊與iMessage訊息也能在鎖定畫面和通知中心中顯示。

### iOS 6
iOS 6強化了「訊息」應用程式在不同裝置間同步的功能。iPod touch和iPad的使用者可使用他們iPhone上的電話號碼來收發iMessage訊息（但無法傳送SMS和MMS）。 在此之前，iPhone使用者無法在iPod touch和iPad上接收傳送至iPhone電話號碼的iMessage訊息。此外，使用者可在任何iOS裝置上新增其他的電子郵件地址來收發訊息。這些功能的設定都可以在「設定」應用程式中的「訊息」分類下找到。iOS 6也在如Safari和「照片」等應用程式中加入了分享按鈕，使用者能在不離開應用程式的情況下透過「訊息」來傳送網址和照片。

## macOS版本

### 10.8 Mountain Lion
在2012年2月16日，蘋果宣布「訊息」應用程式將以beta測試版的狀態加入Mac OS X Lion（10.7）。此外「訊息」也加入了OS X Mountain Lion（10.8）的開發者測試版中。Mac OS X Lion中的「訊息」beta版在2012年12月12日停止服務，時間剛好就在OS X Mountain Lion推出約三個月後。
正式版的OS X「訊息」應用程式在2012年7月25日推出，並包含在OS X Mountain Lion（10.8）中。「訊息」取代了OS X中自Mac OS X 10.2開始存在的內建即時通訊軟體iChat，加入了對iMessage的支援。與iChat不同的是，新版的「訊息」不再支援AIM、Google Talk和Jabber。「訊息」也利用新加入的通知中心來提示使用者新進的訊息。此外，在Safari、Finder和預覽程式等應用程式中新加入的「分享」按鈕，可讓使用者透過「訊息」來分享網頁、照片或檔案。「訊息」也支援使用拖曳的方式來分享檔案和照片。使用者也可在「訊息」內撥打FaceTime。
在OS X 10.8.2的更新後，「訊息」新增了可用使用者的iPhone電話號碼來收發訊息。

## 資料來源
1. ↑  AppleInsider Staff. . AppleInsider. February 16, 2012  [February 12, 2013]. （原始内容存档于2021-01-17）.
2. ↑  Ben Parr. . Mashable. June 16, 2009  [February 12, 2013]. （原始内容存档于2017-03-12）.
3. 1 2   (新闻稿). Apple Inc. March 17, 2009  [February 12, 2013]. （原始内容存档于2017-02-02）.
4. ↑  Peter Cohen. . Macworld. March 17, 2009  [February 12, 2013]. （原始内容存档于2021-04-28）.
5. ↑   (新闻稿). Apple Inc. April 8, 2010  [February 12, 2013]. （原始内容存档于2017-03-26）.
6. ↑  Jason Chen, Rosa Golijan. . Gizmodo. June 20, 2010  [February 12, 2013]. （原始内容存档于2017-03-17）.
7. 1 2  Rene Ritchie. . iMore. Jun 14, 2010  [February 12, 2013]. （原始内容存档于2014-07-31）.
8. 1 2   (新闻稿). Apple Inc. June 6, 2011  [February 12, 2013]. （原始内容存档于2013-10-04）.
9. ↑  Dave Smith. . International Business Times. October 10, 2011  [February 12, 2013]. （原始内容存档于2020-08-09）.
10. ↑  Jason Parker. . CNET. October 12, 2011  [February 12, 2013].
11. ↑  Nathan Ingraham. . The Verge. June 11, 2012  [February 12, 2013]. （原始内容存档于2021-05-06）.
12. ↑  Glenn Fleishman. . Macworld. November 9, 2012  [February 12, 2012]. （原始内容存档于2017-03-12）.
13. ↑  Lex Friedman. . Macworld. September 20, 2012  [February 13, 2013]. （原始内容存档于2020-08-23）.
14. ↑  Tim Stevens. . Engadget. February 16, 2012  [February 12, 2013]. （原始内容存档于2018-09-10）.
15. ↑  Eric Abent. . Slashgear. November 16, 2012  [February 12, 2013]. （原始内容存档于2013-01-17）.
16. ↑  Chris Welch. . The Verge. July 24, 2012  [February 12, 2013]. （原始内容存档于2016-07-31）.
17. ↑  John Siracusa. . Ars Technica. July 25, 2012  [February 12, 2013]. （原始内容存档于2013-05-31）.
18. ↑  Alvaris Falcon. . Hongkiat.   [February 12, 2013]. （原始内容存档于2017-03-12）.
19. ↑  Glenn Fleishman. . TidBITS. September 19, 2012  [February 12, 2013]. （原始内容存档于2017-07-02）.

## 外部連結
- 蘋果OS X官方網站：
  - 中國大陸 （页面存档备份，存于）（简体中文）
  - 香港 （页面存档备份，存于）（繁體中文）
  - 台灣 （页面存档备份，存于）（繁體中文）
- 蘋果iOS官方網站：
  - 中國大陸 （页面存档备份，存于）（简体中文）
  - 香港 （页面存档备份，存于）（繁體中文）
  - 台灣 （页面存档备份，存于）（繁體中文）